# Tatto
Ne doit pas être confondu avec Tattoo.
Tatto ou Tatton est le septième roi des Lombards. Il règne autour de l'an 500, à une époque où les Lombards vivent dans le « Pays des Ruges » (Rugiland (en)), en actuelle Autriche.

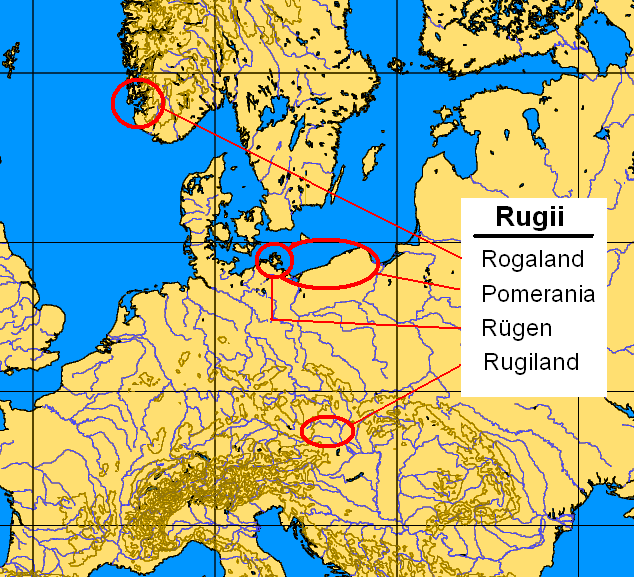
Localisation du ' au Ve siècle.

Sous son règne, les Lombards quittèrent le Rugiland pour s'installer dans la grande plaine danubienne, en actuelle Hongrie, et entrèrent en conflit avec les Hérules du roi Rodulf (en). Selon Paul Diacre, auteur d'une Histoire des Lombards, la fille du roi Tatto, Rumetruda, se moqua un jour de la petite taille du frère du roi hérule qui était venu comme ambassadeur auprès du roi lombard ; l'envoyé des Hérules avait alors riposté par des paroles piquantes, provoquant la colère de la princesse lombarde qui le fera assassiner par traîtrise. Rodulf, voulant venger son frère, déclara la guerre à Tatto. Ce dernier écrasa les Hérules et s'empara de leur trésor. Tatto ne profitera pas longtemps de son triomphe car il sera renversé et assassiné par son neveu Waccho.
Hildegis, fils ou petit-fils de Tatto, se révoltera contre Waccho, mais il sera vaincu et forcé de fuir chez les Gépides, ce qui provoquera des tensions entre ces derniers et les Lombards.

## Sources
- Paul Diacre, Histoire des Lombards, Livre I, XX–XXI.